# Раміро II (король Арагону)
Рамі́ро II (ісп. Ramiro II;  між 1075 та 1080 —16 серпня 1157) — король Арагону (1134—1137). Син арагонсько-наваррського короля Санчо I. Молодший брат арагонсько-наваррських королів Педро I й Альфонсо I. Прізвисько — Чернець (ісп. el Monje)

## Біографія

### Молоді роки
Походив з Арагонської династії. Син Санчо I, короля Арагону, й Ізабелли де Уржель. Замолоду Раміро обрав для себе шлях священнослужителя. 1093 року пішов до бенедиктинського монастиря і спочатку був ченцем в Сан-Понсе-де-Томерас, з 1112 року ігуменом кастильського монастиря Сантос-Фекундо, з 1130 року абатом в монастирі Сан-Педро в Старій Уесці. 1134 року став єпископом Рода-Барбастро.
Його брат король Альфонсо I перед смертю заповів свої володіння лицарським орденам госпітальєрів і тамплієрів, але ані наваррці, ні арагонці не поспішали виконувати це розпорядження. В Наваррі королем було обрано Гарсію IV Рамірес, а шляхта Арагону на з'їзді в Хаці обрала королем Раміро. Попросивши дозволу Папи римського, Раміро зійшов на трон.

### Володарювання
Незважаючи на те, що у колишнього священнослужителя не було політичного досвіду, він енергійно придушував заколоти. Після невдалої спроби усиновити Гарсію V, короля Наварри, король Раміро II з дозволу папи римського одружився з удовою Агнесою Аквітанською.
Після того як у подружжя народилася донька, в 1137 році король домовився про її шлюб з графом Барселони Рамоном Беренгер IV, який став регентом королівства, зрікся трону, розлучився з дружиною і повернувся до монастиря Сан-Педро.

### Останні роки
Продовжував використовувати королівський титул і титул князя Арагонського. Продовжував цікавитися державними справами, але не втручався в них. Помер у 1157 році в монастирі Сан-Педро.

## Родина
Дружина — Агнеса, донька Вільгельма IX, герцога Аквітанського
Діти:
- Петроніла (1136—1173), королева Арагону у 1137—1164 роки